# Mittéï
Mittéï, eigentlich Jean Mariette, weiteres Pseudonym  Hao (* 5. Juni 1932 in Cheratte, Provinz Lüttich, Belgien; † 16. April 2001), war ein belgischer Comicautor und -zeichner.

## Leben
Nach Beendigung seines Studiums am Institut Saint-Luc und an der Akademie der schönen Künste von Lüttich arbeitete er zunächst als Architekt, später in der Werbung und entdeckte schließlich seine Leidenschaft für das Comiczeichnen. Sein erster unvollendeter Comic La Course au Timbre erschien 1955 in den fünf Nummern des von Greg gegründeten kurzlebigen Magazins Paddy. In der Folgezeit fertigte er gelegentlich Comic-Strips für die Tageszeitungen Le Soir und De Standaard, bis er im Jahre 1958 gemeinsam mit Greg für die Tageszeitung La Libre Belgique die Betreuung der Kinderbeilage La Libre Junior übernahm, für die er als Cartoonzeichner an den Serien Les Bolides d'argent sowie Luc Junior mitwirkte.
Im Jahr 1959 entstand in Zusammenarbeit mit Dino Attanasio die erste Episode der Comic-Version von Bob Morane (orig. L'Oiseau de feu) für die Zeitschrift Femmes d'Aujourd'hui. Anschließend wurde Mittéï für mehrere Jahre der Assistent und Hintergrundzeichner von Tibet für die Serie Rick Master. Ab 1962 zeichnete er daneben für das Tintin-Magazin auch eine eigene Serie Les 3 A, zu der Rick-Master-Autor André-Paul Duchâteau die Szenarios schrieb.
Aus diesen Arbeiten resultierte eine enge Bindung an den Lombard-Verlag, für den er in den folgenden 10 Jahren fast ausschließlich arbeitete. Für Tintin gestaltete er unter anderem die Rubrik „Tintin-Auto“ und textete zahlreiche vollständige Erzählungen. Außerdem schrieb er die Gags für die im LINE-Magazin erscheinende Serie Nana et Mitsou. Ab 1966 entwickelte er für Tintin seine Serie L'Indésirable Désiré und ab dem Jahr 1969 wurde er als Nachfolger von Dino Attanasio der Zeichner der Serie Modeste et Pompon (dt. Mausi und Paul).
In den siebziger Jahren wechselte er zum Spirou-Magazin, wo er im Jahre 1976 die Reihe Bonaventure einführte und eine Comic-Adaption von Lettres de mon moulin (dt. Briefe aus meiner Mühle) von Alphonse Daudet verwirklichte. Daneben verlagerte er seine Aktivitäten stärker auf die Tätigkeit als Texter für andere Zeichner. Unter dem Pseudonym „Hao“ schrieb er Szenarien für Pierre Seron (Les Petits Hommes, dt. Die Minimenschen), Laudec (Les Contes de Curé-la-Flûte), Walthéry (Natacha, dt. Natascha), Marc Hardy (Badminton) und Arthur Piroton (Les Casseurs de bois).
In späteren Jahren widmete er immer mehr Zeit der Aquarell-Malerei, verwirklichte aber vereinzelt auch weiterhin Comics. Im Jahre 1994 übernahm er für Marsu-Productions die von Walthéry geschaffene Serie P'tit Bout de Chique.
Mittéï ist am 16. April 2001 gestorben.